# Волгин, Алексей Олегович
Алексей Олегович Волгин (род. 12 мая 1990, Куйбышев) — российский хоккеист, защитник.

## Биография
Начал заниматься хоккеем в семь лет в дворовом клубе у Николая Арсеньевича Добрынина, затем стал тренироваться с ребятами 1989 года рождения у Александра Николаевича Федотова.
Воспитанник самарского ЦСК ВВС. С сезона 2005/06 — игрок команды первой лиги «Лада-2» Самара. В сезоне 2008/09 выступал также в высшей лиге за ЦСК ВВС. С сезона 2009/10 стал играть в команде МХЛ «Ладья», со следующего сезона также начал выступать за «Ладу» в ВХЛ, был капитаном команды. Затем играл в ВХЛ за «Рубин» Тюмень (2012/13), «Сокол» Красноярск (2013/14 — фарм-клуб московского «Спартака»), «Саров» (2014/15). Играл в КХЛ за «Ладу» (2015/16 — 2016/17), «Нефтехимик» (2017/18 — 2020/21), «Амур» Хабаровск (2021/22, 2023), «Витязь» Московская область (2022/23), также выступал за фарм-клубы этих команд в ВХЛ «Ариада» Волжск (2015), «Дизель» Пенза (2016/17), ЦСК ВВС (2018/19 — 2019/20), «Сокол» Красноярск (2021, 2023). 1 мая 2021 года подписал контракт с магнитогорским «Металлургом», но 24 августа расторг соглашение. В конце сезона 2021/22 играл за словацкий «Кошице». 18 декабря 2023 года подписал односторонний контракт до конца сезона с «Ладой», вернувшейся в КХЛ. С сезона 2024/25 — в «Соколе».